# My Soliloquy
I My Soliloquy sono una band heavy metal statunitense, fondata nel 2012, consistente in un power trio.

## Storia
Nata per iniziativa del virtuoso  chitarrista Pete Morten, all'epoca chitarrista dei Threshold, è formata anche da Uriah Duffy, e dal batterista Damon Roots. Al 2024 hanno inciso tre album. 

## Discografia

### Album in studio
- 2013 – The Interpreter
- 2017 – Engines of Gravity
- 2022 – Fu3ion

## Formazione

### Attuale
- Pete Morten - voce, chitarra (2012-presente)
- Uriah Duffy - basso (2012-presente)
- Damon Roots - batteria (2012-presente)